# Douleur chez les animaux

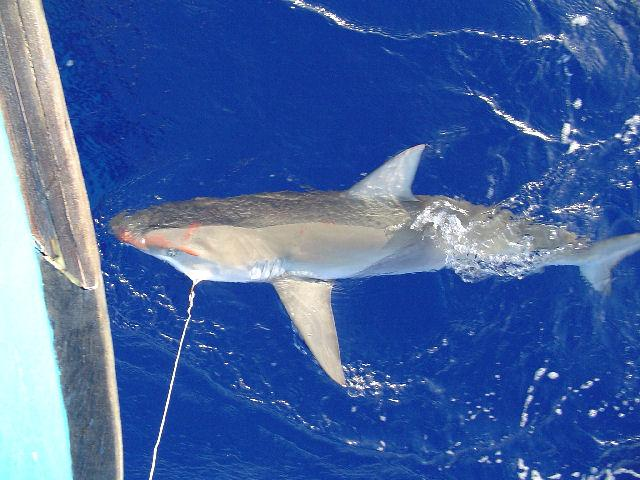
Un requin des Galapagos hameçonné par un bateau de pêche

La douleur chez les animaux désigne la capacité des êtres vivants non humains à ressentir des états négatifs sur le plan sensoriel et émotionnel. Chez les humains, la douleur est une expérience sensorielle et émotionnelle désagréable associée à des dommages réels ou potentiels. Le fait que d'autres animaux que l'homme ressentent aussi la douleur a longtemps été un sujet de controverses. La souffrance étant un processus subjectif, la question de la mesure objective n’est pas résolue.

## L'expérience de la douleur
Il existe de nombreuses définitions de la douleur. La quasi-totalité implique deux éléments clefs. Tout d'abord, la nociception est nécessaire. C'est la capacité de détecter des stimuli nocifs qui suscitent une réponse réflexe qui déplace rapidement l'ensemble de l'animal, ou la partie affectée de son corps, à l'écart de la source du stimulus. Le concept de nociception n'implique aucun « ressenti » négatif ou subjectif - c'est une action réflexe. Un exemple chez l'homme serait le retrait rapide d'un doigt qui a touché quelque chose de chaud - le retrait se produit avant que toute sensation de douleur soit ressentie.
La deuxième composante est l'expérience de la « douleur » ou la souffrance elle-même, c'est-à-dire son interprétation interne et émotionnelle de l'expérience nociceptive. La douleur est une expérience émotionnelle intime. La douleur ne peut pas être mesurée directement : les réponses à des stimuli supposés douloureux peuvent être mesurées, mais pas l'expérience elle-même de la souffrance. Pour résoudre ce problème lors de l'évaluation de la capacité des autres espèces à ressentir la douleur, on raisonne par analogie. On part du principe que si l'animal répond à un stimulus d'une manière similaire à la nôtre, il est susceptible d'avoir eu une expérience analogue.

### La nociception

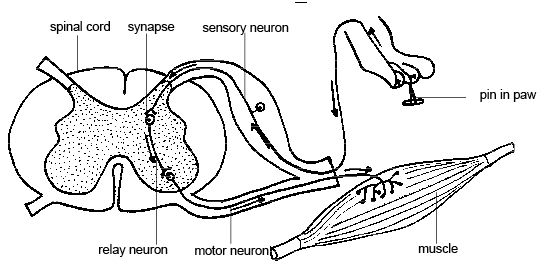
Arc réflexe d'un chien avec une épingle dans sa patte. Notez qu'il n'y a pas de communication au cerveau, mais la patte est retirée par l'influx nerveux généré par la moelle épinière. Il n'y a pas d'interprétation consciente du stimulus par le chien.

La nociception implique habituellement la transmission d'un signal le long d'une chaîne de fibres nerveuses à partir du site d'un stimulus nociceptif à la périphérie de la moelle épinière et du cerveau. Ce processus suscite une réponse de l'arc réflexe générée à la moelle épinière et n'impliquant pas le cerveau : faire un faux pas (broncher) ou retirer un membre. La nociception se retrouve, sous une forme ou une autre, chez tous les principaux taxons animaux. La nociception peut être observée en utilisant des techniques modernes d'imagerie, une réponse physiologique et comportementale à la nociception peut être détectée.

### La douleur
Les impulsions nerveuses de la réponse de la nociception peuvent remonter au cerveau qui enregistre ainsi l'emplacement, l'intensité, la qualité et le caractère désagréable du stimulus. Cette composante subjective de la douleur implique la conscience de la sensation et du désagrément (affect négatif). Les processus cérébraux sous-jacents dans la prise de conscience de la sensation désagréable (souffrance), ne sont pas encore bien compris.

### Mesure de la douleur chez l'animal
La « Douleur » est définie par l'International Association for the Study of Pain comme « une expérience sensorielle et émotionnelle désagréable associée à une lésion tissulaire réelle ou potentielle, ou décrite en termes d'un tel dommage ». La manière standard de mesurer la douleur chez l'homme consiste à demander à la personne de quantifier cette douleur (sur une échelle d'évaluation de la douleur par exemple). En effet, seule la personne ressentant la douleur peut savoir la qualité, l'intensité et le degré de souffrance. Chez les animaux, il est difficile, voire impossible de déterminer si une expérience émotionnelle a lieu. Par conséquent, le concept d'expérience émotionnelle est souvent exclu des définitions de la douleur chez les animaux, on parle alors plutôt d'« expérience sensorielle désagréable causée par une blessure réelle ou potentielle qui provoque des réactions végétatives et motrices de protection, ayant pour résultat l'évitement appris et pouvant modifier le comportement spécifique de l'espèce, y compris le comportement social ». Les animaux ne peuvent pas communiquer leurs ressentis comme le ferait un humain grâce au langage mais l'observation de leur comportement peut fournir une indication raisonnable quant à l'étendue de leur douleur. Tout comme des médecins ou des infirmiers qui ne partageraient pas de langue commune avec un patient étranger, les indicateurs de la douleur peuvent encore être compris. Selon le Comité du Conseil national de recherches des États-Unis sur la reconnaissance et la réduction de la douleur chez les animaux de laboratoire, la douleur est vécue par de nombreuses espèces animales, y compris les mammifères et peut-être tous les vertébrés.

### Raisonnement par analogie
Pour évaluer de la capacité des autres espèces à souffrir, il est possible d'avoir recours au raisonnement par analogie. On suppose que si l'animal répond à un stimulus d'une manière similaire à la nôtre, il est susceptible d'avoir eu une expérience analogue. Si on pique le doigt d'un chimpanzé avec une épingle, il retire rapidement sa main. On en déduit que comme nous, il a ressenti une douleur. Pour être cohérent, il faudrait aussi inférer qu'un cafard éprouve la même chose quand il se tord après avoir été piqué avec une épingle. Comme l'homme, lorsqu'ils ont le choix des aliments, des rats et des poulets ayant des symptômes cliniques de la douleur vont consommer plus volontiers un aliment contenant un analgésique que les animaux ne souffrant pas. En outre, la consommation de l'analgésique (le carprofène) chez les poulets de chair boiteux est positivement corrélée à la gravité de la boiterie, et la consommation a entraîné une amélioration de la locomotion. Les réactions physiques ne permettent pas toujours de déterminer les états mentaux (les réactions physiques ne sont d'ailleurs pas toujours liées à des états mentaux). C'est une limite du raisonnement par analogie. Cette approche est aussi soumise au risque d'une interprétation anthropomorphique : un organisme unicellulaire tel qu'un amibe peut se tordre après avoir été exposée à des stimuli nocifs, malgré l'absence de nociception.

## Valeur sélective
La valeur sélective de la nociception est évidente : la détection d'un stimulus nociceptif permet à un organisme d'éloigner immédiatement le membre, l'appendice ou le corps entier du stimulus nociceptif et ainsi d'éviter d'autres blessures (potentielles).
Chez les mammifères, il arrive qu'une hyperalgésie (sensibilité accrue à des stimuli nocifs) ou une allodynie (sensibilité accrue à des stimuli non nocifs) apparaisse. Lorsque cette sensibilisation accrue se produit, la valeur sélective est moins claire. La douleur résultant de la sensibilisation accrue peut être disproportionnée par rapport à la détérioration des tissus réellement provoquée par le stimulus nocif. La sensibilisation accrue peut aussi devenir chronique, persistant même après la guérison des tissus. Ainsi, la douleur n'est plus causée par des lésions réelles. Cela signifie que le processus de sensibilisation est parfois inadapté. Il est souvent suggéré que l'hyperalgésie et l'allodynie aident les organismes à se protéger pendant la guérison, mais les preuves expérimentales font défaut,.
En 2014, la valeur sélective de la sensibilisation en raison de blessures a été testée en utilisant les interactions de prédation entre le calmar totam (Doryteuthis pealeii) et les bars noirs (Centropristis striata) qui sont des prédateurs naturels de ce calmar. Si des calmars blessés sont pourchassés par un bar, ils adoptent un comportement défensif plus tôt (indiqués par de plus grandes distances d'alerte et de plus longues distances d'initialisation de vol[Quoi ?]) que des calmars indemnes. Si un anesthésique (1% d'éthanol et MgCl2) est administré avant la lésion, cela empêche la sensibilisation et bloque l'effet du comportement. Les auteurs affirment que cette étude est la première preuve expérimentale suggérant que la sensibilisation nociceptive est une réponse adaptative à des blessures.

## Historique
L'idée que les animaux pourraient ne pas éprouver la douleur ou la souffrance de la même manière que les humains remonte au moins au philosophe français du XVIIe siècle, René Descartes, qui a fait valoir que les animaux n'ont pas de conscience,,. Les chercheurs étaient encore incertains jusque dans les années 1980 si les animaux font l'expérience la douleur, et les vétérinaires formés aux États-Unis avant 1989 ont tout simplement appris à ignorer la douleur animale dans ses interactions avec les scientifiques et les vétérinaires, Bernard Rollin a été régulièrement invité à « prouver » que les animaux sont conscients, et à fournir des « motifs scientifiquement acceptables » montrant qu'ils ressentent de la douleur. D'après certains auteurs, le point de vue selon lequel les animaux ressentent la douleur différemment est maintenant minoritaire , les revues académiques sur le sujet sont plus équivoques, en notant que, bien qu'il soit probable que certains animaux ont au moins de simples pensées et des sentiments conscients, certains auteurs continuent de se demander comment les états mentaux des animaux peuvent être déterminés avec fiabilité ,

## Capacité à souffrir par espèces
La capacité que possède un animal à ressentir la douleur ne peut pas être déterminée directement mais peut être déduite par des réactions physiologiques et comportementales analogues. Bien que de nombreux animaux partagent des mécanismes de détection de la douleur similaires à ceux des humains, qu'ils ont des zones similaires du cerveau impliquées dans le traitement de la douleur, et qu'ils montrent des comportements d’extériorisation de la douleur similaires, il est notoirement difficile d'évaluer comment les animaux éprouvent réellement la douleur.

### Nociception
Les nerfs nociceptifs, qui détectent préférentiellement des stimuli causant des blessures (potentiels), ont été identifiés chez une variété d'animaux, y compris des invertébrés. La sangsue médicinale, « Hirudo medicinalis », et la limace de mer sont des systèmes modèles classiques pour étudier la nociception. De nombreux autres animaux vertébrés et invertébrés présentent également des réponses réflexes nociceptives semblables aux nôtres.

### Douleur
De nombreux animaux présentent des changements comportementaux et physiologiques complexes indiquant la capacité à éprouver de la douleur : ils mangent moins de nourriture, leur comportement normal est perturbé, leur comportement social est supprimé, ils peuvent adopter des comportements inhabituels, ils peuvent émettre des appels de détresse caractéristiques, présenter des changements respiratoires et cardiovasculaires, des inflammations ou libérer des hormones de stress. Les critères permettant d'établir le potentiel à ressentir la douleur chez l'animal incluent,:
1. Présence d'un système nerveux et de récepteurs sensoriels appropriés
2. Manifestation de changements physiologiques à des stimuli nocifs
3. Présence de réactions motrices de protection pouvant inclure l'utilisation réduite d'une zone affectée (boiter, masser, retenir ou autotomie)
4. Présence de récepteurs aux opioïdes et de réponses réduites à des stimuli nocifs lorsqu'un analgésique est administré ou lors d'une anesthésie locale
5. Présence de compromis entre stratégies d'évitement d'un stimulus et autres exigences motivationnelles.
6. Présence un apprentissage d'évitement
7. Grande capacité cognitive et sentience

## Vertébrés

### Poissons
Un nerf cutané typique de poisson contient 83 % de fibres nerveuses du Groupe C (récepteurs de traumatisme : le type responsable de la transmission des signaux décrits par les humains comme une douleur atroce); les mêmes nerfs chez l'homme avec insensibilité congénitale à la douleur ont seulement 24-28 % des récepteurs de type C. La truite arc-en-ciel a environ 5 % de fibres de type C, tandis que les requins et les raies en ont 0 %. Néanmoins, il a été montré que les poissons ont des neurones sensoriels qui sont sensibles à des stimuli nocifs et sont physiologiquement identiques aux nocicepteurs humains. Les réponses comportementales et physiologiques à un événement douloureux semblent comparables à ceux observés chez les amphibiens, les oiseaux et les mammifères, et l'administration d'un médicament analgésique réduit ces réponses chez les poissons.
Les défenseurs de la protection des animaux ont fait part de leur inquiétude au sujet de la souffrance possible des poissons causées par la pêche. Certains pays, par exemple Allemagne, ont interdit certains types de pêche, et les Britanniques RSPCA poursuivent maintenant formellement les individus qui sont cruels envers les poissons.

## Invertébrés
Bien qu'il ait été soutenu que la plupart des invertébrés ne ressentent pas la douleur,,, il existe des preuves indiquant que les invertébrés, en particulier les crustacés décapodes (par exemple, les crabes et les homards) ainsi que les céphalopodes (par exemple les poulpes), présentent des réactions comportementales et physiologiques suggérant qu'ils peuvent faire l'expérience de la douleur,,. Des nocicepteurs ont été identifiés chez les nématodes, les annélides et les mollusques. La plupart des insectes possèdent également des nocicepteurs. Chez les vertébrés, les opioïdes endogènes sont des substances neurochimiques qui modèrent la douleur en interagissant avec les récepteurs opiacés. Les peptides opioïdes et les récepteurs opiacés sont naturellement présents chez les nématodes,, les mollusques,, les insectes, et les crustacés,. La présence d'opioïdes chez les crustacés a été interprétée comme une indication que les homards peuvent être en mesure de ressentir la douleur, bien qu'il ait été souligné qu' « à l'heure actuelle [2005] aucune conclusion certaine ne peut être tirée ».
Une raison suggérée pour rejeter l'hypothèse d'une expérience de la douleur chez les invertébrés est celle de la taille du cerveau des invertébrés, qui serait trop petit. Cependant, la taille du cerveau ne correspond pas nécessairement à la complexité de sa fonction. De plus, par rapport au poids corporel, le cerveau des céphalopodes est dans la même tranche de taille que le cerveau des vertébrés, plus petit que celui des oiseaux et des mammifères, mais aussi grand que ou plus grand que la plupart des cerveaux de poissons,.
Depuis septembre 2010, tous les céphalopodes utilisés à des fins scientifiques dans l'UE sont protégés par la directive 2010 de l'UE/63/UE qui stipule qu'il existe des preuves scientifiques que les céphalopodes ont la capacité à éprouver de la douleur, de la souffrance, de la détresse et des dommages durables. Au Royaume-Uni, la législation sur la protection des animaux signifie que les céphalopodes utilisés à des fins scientifiques doivent être tués sans cruauté, selon les méthodes prescrites (connues sous le nom d'« annexe 1 des méthodes d'euthanasie ») reconnues pour minimiser la souffrance.

## Élevage intensif

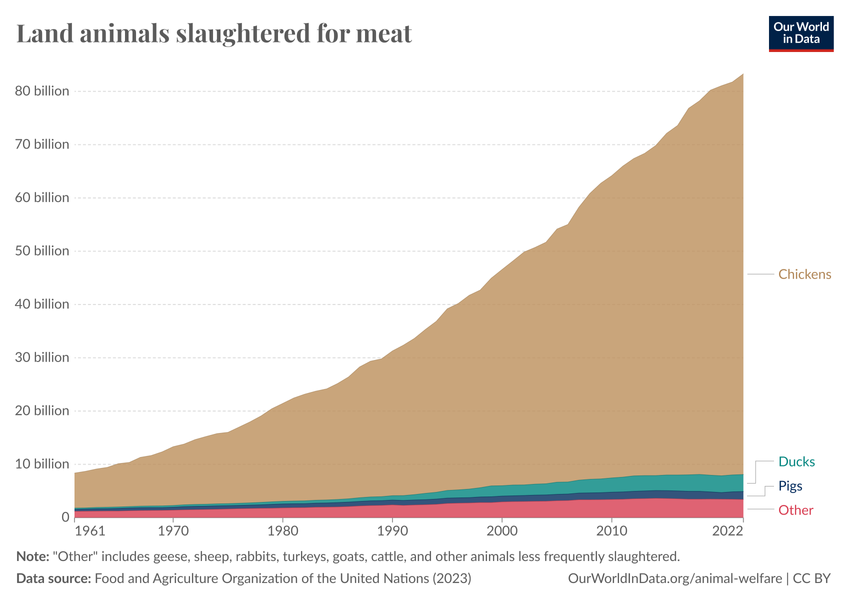
Plus de 80 milliards d'animaux terrestres sont abattus pour leur viande chaque année, principalement des poulets,.

En 2023, environ 74 % de tout le bétail terrestre est élevé de manière intensive. En France, près de 80% des animaux proviennent d'élevages intensif, 60% des animaux étant concentrés dans 3% des élevages.
L'élevage intensif se caractérise par une forte densité d'animaux confinés, et présente une série de problèmes, notamment :
- Méthodes de confinement : De nombreux animaux sont maintenus dans des cages avec un espace limité pour bouger. Par exemple, les truies gestantes sont souvent gardées dans des cages de gestation si petites qu'elles ne peuvent pas se retourner[54].
- Agressivité : Dans des environnements à forte densité et manquant de stimulation intellectuelle, les animaux ont tendance à devenir agressifs, pratiquant parfois même le cannibalisme[55].
- Mutilations : Ces procédures visent souvent à réduire l'agressivité dans ces environnements et sont généralement réalisées sans anesthésie. Par exemple, le bec des poules est taillé[56], et les porcelets se font souvent épointer les dents, couper la queue, et castrer[57],[58]. La coupe systématique des queues est considérée comme une pratique traumatisante pour les porcs, et est interdite en Europe, mais cette interdiction est généralement ignorée, notamment en France[57].

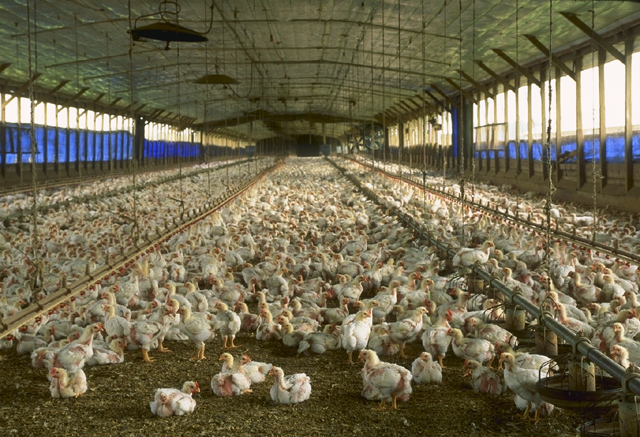
Un élevage intensif de poulets.

- Un élevage intensif de poulets.Sélection génétique : Les animaux d'élevage sont généralement sélectionnés génétiquement pour accroître leur productivité. Par exemple, les poulets peinent souvent à marcher à cause de leur poids anormal, ce qui peut également entraîner des problèmes cardiaques et pulmonaires[59],[60].
- Maladies : Le manque de diversité génétique et la densité de confinement des animaux peuvent favoriser la propagation de maladies, dont certaines peuvent également être transmises aux humains[61].
- Insémination artificielle : Les animaux sont fréquemment inséminés artificiellement, un processus réalisé par des humains et parfois qualifié de « viol »[62].
- Séparations précoces des mères[62]
- Stress[62]

Malgré leur grand nombre, le bien-être des animaux d'élevage est relativement ignoré. Les espèces qui semblent plus différentes des humains, comme les poissons ou les insectes, sont souvent particulièrement négligées,.
Une solution proposée pour réduire la souffrance des animaux d'élevage est de développer des alternatives végétales et cultivées aux produits animaux,.

## Médecine et recherche
Dans le domaine de la recherche, les chercheurs utilisent, pour traiter les douleurs animales réelles ou potentielles, les mêmes analgésiques et anesthésiques que ceux utilisés chez les humains.

### Dolorimétrie
La dolorimétrie (dolor: Latin: douleur, peine) est la mesure de la réponse de douleur chez les animaux, y compris les humains. Elle est pratiquée occasionnellement en médecine, comme outil de diagnostic, et est régulièrement utilisée dans la recherche fondamentale sur la douleur, et pour tester l'efficacité des analgésiques. Les techniques de mesure la douleur des animaux non humains comprennent le test de Randall-Selitto (test de pression sur la patte), le « tail flick test » (test de la plaque chaude) et l'échelles grimaces.

#### Les animaux de laboratoire
Les animaux sont gardés dans des laboratoires pour un large éventail de raisons, dont certaines impliquant de la douleur, de la souffrance et de la détresse. La mesure dans laquelle l'expérimentation animale provoque des douleurs et des souffrances chez les animaux de laboratoire fait l'objet de nombreux débats. Marian Stamp Dawkins définit la « souffrance » des animaux de laboratoire comme l'expérience de l'un des états mentaux parmi « un large éventail d'états (mentaux) subjectifs extrêmement désagréables ». L'US national Research Council a publié des lignes directrices sur les soins et l'utilisation des animaux de laboratoire, ainsi qu'un rapport sur la reconnaissance et la réduction de la douleur chez les vertébrés. Le ministère de l'Agriculture des États-Unis définit une « procédure douloureuse » dans une étude animale comme celle qui pourrait « vraisemblablement causer une douleur ou détresse plus que légère ou momentanée chez un être humain à laquelle cette procédure aurait été appliquée ». Certaines critiques font valoir que, paradoxalement, les chercheurs ayant été élevés à l'ère de la sensibilisation accrue au bien-être des animaux peuvent être enclins à nier que les animaux éprouvent de la douleur, simplement parce qu'ils ne veulent pas se voir comme des personnes infligeant des souffrances. L'association de défense des droits des animaux PETA soutient toutefois qu'il n'y a pas de doute sur le fait qu'on fait subir de la douleur aux animaux dans les laboratoires. Au Royaume-Uni, la recherche animale susceptible de causer « de la douleur, de la souffrance, des angoisses ou des dommages durables » est régie par l' « Animals (Scientific Procedures) Act » de 1986. Aux États-Unis, les recherches pouvant potentiellement causer de la douleur sont régies par l' « Animal Welfare Act » de 1966.
Aux États-Unis, les chercheurs ne sont pas tenus de fournir aux animaux de laboratoire des antidouleurs si l'administration de ces médicaments pourrait interférer avec leur expérience. Larry Carbone, vétérinaire pour animaux de laboratoire écrit : « Sans aucun doute, la politique publique actuelle permet aux humains de causer aux animaux de laboratoire des douleurs non atténuées. Le AWA (« Animal Welfare Act »)[Qui ?], le Guide pour les soins et l'utilisation des animaux de laboratoire et la politique actuelle des services de santé publique autorisent tous la conduite de ce qu'on appelle souvent les études de « Catégorie E » - expériences durant lesquelles on s'attend à ce que des animaux subissent une douleur ou une détresse importante qui ne sera pas traitée parce que les traitements pour la douleur seraient censés interférer avec l'expérience ».

#### Échelles de gravité
Onze pays ont des systèmes nationaux de classification de la douleur et des souffrances vécues par les animaux utilisés dans la recherche : l'Australie, le Canada, la Finlande, l'Allemagne, la république d'Irlande, les Pays-Bas, la Nouvelle-Zélande, la Pologne, la Suède, la Suisse et le Royaume-Uni. Les États-Unis disposent également d'un système national de classification de l'utilisation des animaux à des fins scientifiques, mais il est nettement différent des autres pays en ce qu'il rapporte si les médicaments analgésiques ont été nécessaires et/ou utilisés. Les premières échelles de gravité ont été mises en œuvre en 1986 par la Finlande et le Royaume-Uni. Le nombre de catégories de gravité se situe entre 3 (Suède et Finlande) et 9 (Australie). Au Royaume-Uni, les projets de recherche sont classés en fonction de la souffrance que les chercheurs responsables des études disent pouvoir causer entre « faible », « modérée » et « substantielle », une quatrième catégorie « non classés » indique que l'animal a été anesthésié et tué sans reprendre conscience. Il convient de rappeler que, dans le système britannique, de nombreux projets de recherche (transgéniques, reproduction, alimentation désagréable...) exigent une licence en vertu du « Animals (Scientific Procedures) Act » de 1986, même s'ils n'engendrent que peu ou pas de douleur ou de souffrance. En décembre 2001, 39 % (1296) des licences de projets délivrées ont été classés comme « légère », 55 % (1811) comme « modérée », 2 % (63) comme « substantielle », et 4 % (139) comme « non classés ». En 2009, les licences de projets délivrées comptaient 35 % (187) de « légère », 61 % (330) de « modérée », 2 % (13) de « substantielle » et 2 % (11) de « non classés ».
Aux États-Unis, le « Guide pour les soins et l'utilisation des animaux de laboratoire » définit les paramètres de la réglementation de l'expérimentation animale. Il déclare: « La capacité à faire l'expérience et à répondre à la douleur est très répandue dans le règne animal [...] La douleur est un facteur de stress et, si elle n'est pas soulagée, peut conduire à des niveaux inacceptables de stress et de détresse chez les animaux ». Le guide statue que la capacité à reconnaître les symptômes de la douleur chez les différentes espèces est essentielle pour les personnes qui s'occupent et utilisent des animaux. En conséquence, toutes les questions de la douleur et de la détresse animale, et leur potentiels traitements avec analgésiques et anesthésiques, nécessitent une réglementation pour l'approbation du protocole d'animal.